# (20370) 1998 KR29
A (20370) 1998 KR29 a Naprendszer kisbolygóövében található aszteroida. A LINEAR projekt keretében fedezték fel 1998. május 22-én.